# Seminoma
Per seminoma s'intende una tipologia di tumore maligno che colpisce le cellule germinali del testicolo.
È bene aver presente che gli istotipi del tumore al testicolo sono numerosi; e spesso, cosa rara in altri tipi di tumore, sono presenti istotipi multipli nello stesso tumore. Nel parlare comune è diffusa la confusione tra il seminoma propriamente detto con il più vasto tumore del testicolo.
È il tumore del testicolo più frequente: circa il 40% dei tumori del testicolo sono puri seminomi, un altro 25% circa sono seminomi misti ad altre popolazioni cellulari neoplastiche e il restante è suddiviso in un numero molto elevato di istotipi differenti. Secondo la classificazione dell'Organizzazione mondiale della sanità, troviamo:
- Tumore germinativo inclassificabile
- Tumore germinativo puro (ovvero che mostra una singola linea cellulare)
  - seminoma
  - carcinoma embrionario
  - teratoma
  - coriocarcinoma
  - tumore del sacco vitellino
- Tumore germinativo misto (ovvero che mostra più linee cellulari)
  - carcinoma embrionario e teratoma con o senza seminoma
  - carcinoma embrionario e tumore del sacco vitellino con o senza seminoma
  - coriocarcinoma con altri elementi
- Poliembrioma

Al di là di tale classificazione istopatologica, la classificazione più utile nella pratica (soprattutto per quanto concerne terapia e prognosi) è tra:
- Seminoma, ovvero seminoma puro, identificato tramite referto istopatologico;
- Non seminoma, ovvero qualunque istotipo che non sia il precedente, ovvero anche i misti con seminoma prevalente.

## Epidemiologia
Colpisce i maschi in età giovanile-adulta con picco di incidenza tra i 15 e i 35 anni. Dopo i 60 anni esiste un secondo picco. In caso di criptocele è il tumore più frequente.

## Sintomatologia
Ogni massa solida all'interno del testicolo va considerato un possibile tumore del testicolo, fino a quando non dimostrato altrimenti. È richiesta quindi una diagnostica tempestiva.

## Diagnostica

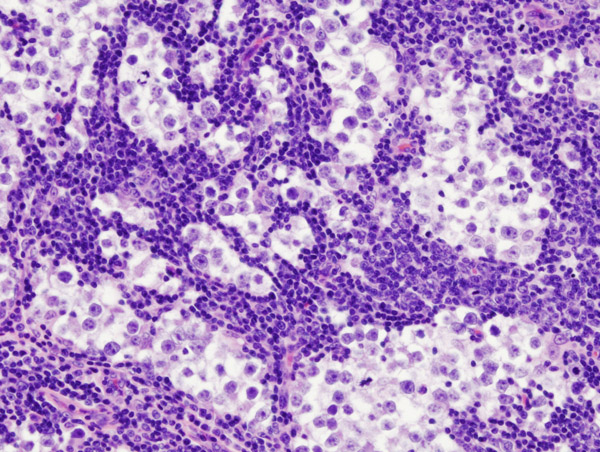
Immagine istopatologica del seminoma

L'autopalpazione, l'esame obiettivo del medico, l'ecografia, la TAC o (meglio) la RMN, l'inguinoscopia per effettuare una biopsia.

## Terapia
Il trattamento è solitamente di tipo chirurgico, cui possono seguire se si tratta di malattia diffusa, radioterapia e/o chemioterapia per il seminoma, e chemioterapia da sola per il non seminoma.

## Prognosi
Mediamente la sopravvivenza (pur variabile a seconda dell'istologico e della diffusione) è circa il 95%.
Una diagnosi precoce può migliorare notevolmente la prognosi: è buona norma rivolgersi allo specialista in caso vengano riscontrati sintomi suggestivi per la patologia in questione.